# Miss Universo Argentina 2019
Miss Universo Argentina 2019 fue la 14.ª edición de Miss Universo Argentina correspondiente al año 2019; se llevó a cabo en Buenos Aires, Argentina el miércoles, 16 de octubre de 2019 en el Teatro Broadway; 22 candidatas provenientes de diferentes provincias compitieron por el título, al final del evento Mariana Varela resultó ser la ganadora del concurso.

## Resultados
| Resultado final              | Candidata                                                                |
| ---------------------------- | ------------------------------------------------------------------------ |
| Miss Universo Argentina 2019 | - Mariana Varela                                                         |
| Primera finalista            | - Julieta García                                                         |
| Segunda finalista            | - Luisina Ojeda                                                          |
| Finalistas (Top 7)           | - Aldana Masset - Florencia De Palo - Alina Luz Akselrad - Marilyn Weiss |

## Candidatas
14 candidatas compitieron por el título:
(En la siguiente tabla se ubica el nombre completo de la candidata, edad, estatura exacta y su ciudad natal o residencia):
| Concursante                  | Edad | Estatura (m) | Residencia           |
| ---------------------------- | ---- | ------------ | -------------------- |
| Aldana Masset                | 19   | 1.72         | Paraná               |
| Alina Luz Akselrad           | 21   | 1.75         | Córdoba              |
| Carolina Del Valle Palma     | 18   | 1.75         | Salta                |
| Dolores Cardoso Pérez        | 22   | 1.78         | Arrecifes            |
| Florencia Melanie De Palo    | 22   | 1.75         | Buenos Aires         |
| María Julieta Garcia         | 20   | 1.79         | Bahía Blanca         |
| Lucila Oriana Basso Sedliak  | 21   | 1,78         | Rosario              |
| Luisina Pamela Ojeda Teibler | 23   | 1.75         | Corrientes           |
| Maia Ileana Glantz           | 21   | 1.80         | Buenos Aires         |
| Marcia Belem Blanco          | 27   | 1.78         | Santa Fe             |
| Marcia Soledad Lukasievicz   | 25   | 1,74         | Aristóbulo del Valle |
| Mariana Jesica Varela        | 23   | 1.77         | Buenos Aires         |
| Marilyn Weiss                | 22   | 1.72         | Oberá                |
| Tiziana Lujan                | 18   | 1.80         | Pigué                |

### Abandonos
- Karen Etchemendy; anunció a través de sus redes sociales su renuncia de la competencia por motivos personales.

## Datos acerca de las delegadas
- Algunas de las delegadas del Miss Universo Argentina 2019 han participado, o participarán, en otros certámenes nacionales o internacionales:
  - Julieta García; compitió en Miss Universo 2021 y Miss Charm 2023, en este último, se posicionó en el Top 10 de semifinalistas.
  - Alina Akselrad; compitió en Miss Universo 2020
  - Dolores Cardoso; ganó el Miss Earth Argentina 2018, lo que dio el derecho de representar al país en Miss Tierra 2018.
  - Lucila Basso; ganó el Miss Argentina Santa Fé 2017 y fue Miss Global Argentina 2017 representando al país en Miss Global International 2017 en Camboya.
  - Florencia De Palo y Mariana Varela participaron en Miss Universo Argentina 2016.

- Algunas de las delegadas nacieron o viven en otro país, o bien, tienen un origen étnico distinto:
  - Aldana Masset; tiene ascendencia francesa.
  - Luisina Ojeda y Marilyn Weiss; poseen ascendencia alemana.
  - Maia Glantz; tiene ascendencia polaca, italiana, española y rusa.
  - Marcia Lukasievicz; tiene ascendencia polaca.

- Otros datos relevantes sobre las candidatas:
  - Lucila Basso es una modelo internacional, desfiló en Swim Week en Miami y el New York Fashion Week